# Coryphothamnus
Coryphothamnus es un género con una especie de plantas con flores perteneciente a la familia Rubiaceae. 

## Especies
- Coryphothamnus auyantepuiensis	(Steyerm.) Steyerm.